# Leucopis thecabii
Leucopis thecabii är en tvåvingeart som beskrevs av Tanasijtshuk 2006. Leucopis thecabii ingår i släktet Leucopis och familjen markflugor.
Artens utbredningsområde är Kalifornien. Inga underarter finns listade i Catalogue of Life.